# خسوف القمر مايو 2003
| الخسوف الكلي للقمر مايو 2003                                 | الخسوف الكلي للقمر مايو 2003 |
| ------------------------------------------------------------ | ---------------------------- |
| من مينيابوليس، مينيسوتا، الساعة 3:17 بالتوقيت العالمي المنسق |                              |
| مسار القمر عبر ظل الأرض.                                     |                              |
| سلسلة (وعضو)                                                 | 121 (51 من 82)               |
| جاما                                                         | 0.4123                       |
| ضخامة                                                        | 1.1345                       |
| المدة (hr: mn: sc)                                           |                              |
| الكلية                                                       | 51:25                        |
| جزئي                                                         | 3:13:53                      |
| Penumbral                                                    | 5:06:31                      |
| جهات الاتصال ( UTC )                                         |                              |
| P1                                                           | 1:06:53                      |
| U1                                                           | 2:03:11                      |
| U2                                                           | 3:14:26                      |
| أعظم                                                         | 3:40:09                      |
| U3                                                           | 4:05:51                      |
| U4                                                           | 5:17:05                      |
| ص 4                                                          | 6:13:24                      |
| مسار القمر عبر ظل الأرض بالقرب من العقدة الهابطة في الميزان. |                              |

حدث خسوف كلي للقمر في 16 مايو 2003، وهو الأول من خسوفين كليين للقمر في عام 2003، والآخر في 9 نوفمبر 2003.
هذا الخسوف للقمر هو أول خسوف رباعي للقمر، أربعة خسوف كلي للقمر في سلسلة. كانت السلسلة السابقة في عامي 1985 و 1986، بدءًا من خسوف القمر في مايو 1985. كان الحدث التالي في عامي 2014 و 2015، بدءًا من خسوف القمر في 15 أبريل 2014.

## صالة عرض

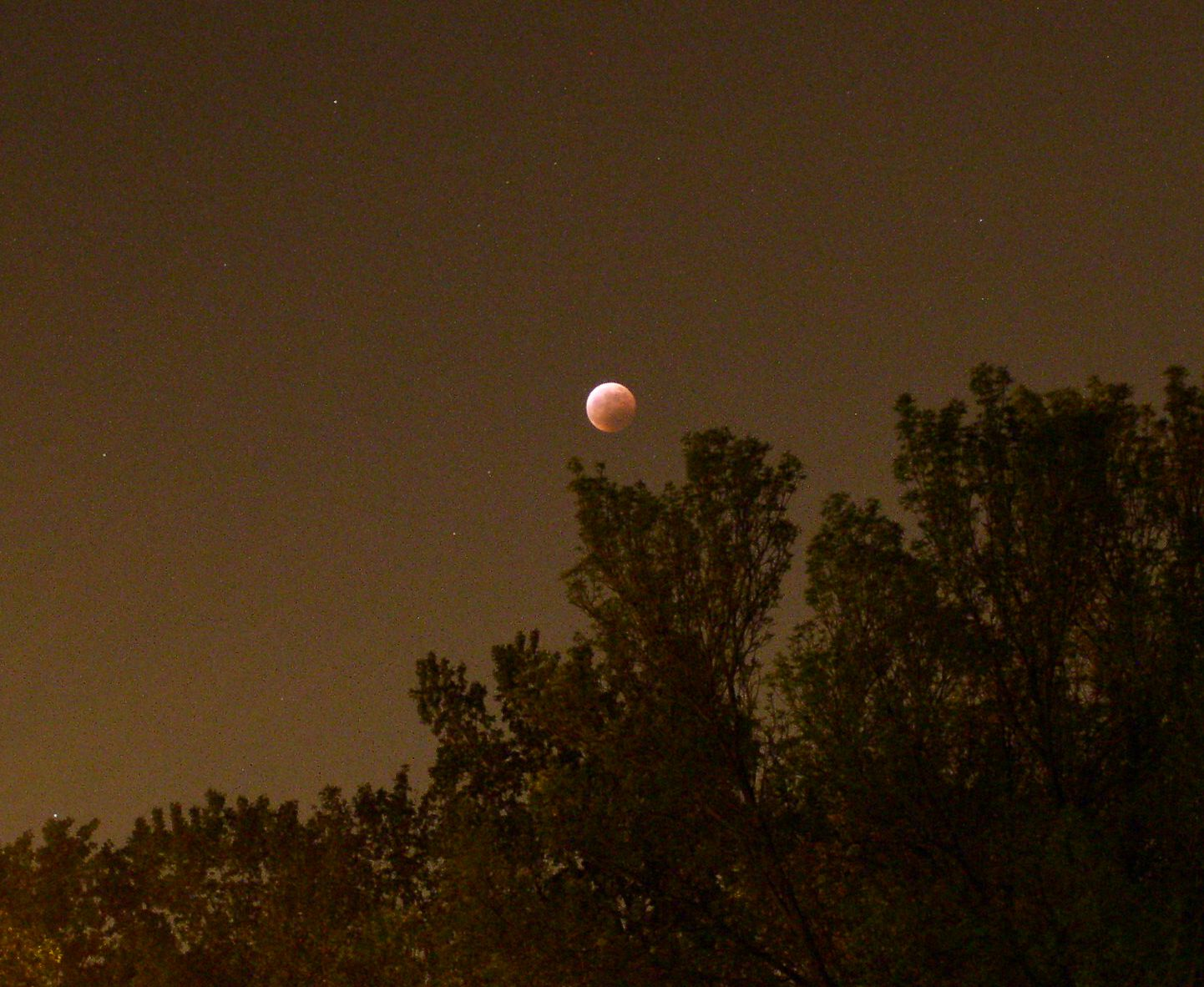
منظر بزاوية واسعة من مينيابوليس في الساعة 3:35 بالتوقيت العالمي المنسق ، بالقرب من أكبر كسوف

## علاقتها بخسوف القمر الأخرى

### كسوف 2003
- خسوف كلي للقمر في 16 مايو.
- كسوف حلقي للشمس (حد واحد) في 31 مايو.
- خسوف كلي للقمر في 9 نوفمبر.
- كسوف كلي للشمس في 23 نوفمبر.

### سلسلة السنة القمرية
وهي أيضًا الثانية من أربع دورات للسنة القمرية، وتتكرر كل 354 يومًا.

### سلسلة ميتونيك
هذا الخسوف هو الثاني من بين أربع خسوفات للقمر في دورة ميتونية في نفس التاريخ، 15-16 مايو، يفصل كل منها 19 عامًا.

### دورة نصف ساروس
سوف يسبق خسوف القمر خسوف الشمس ويتبعه 9 سنوات و 5.5 أيام (نصف ساروس). يرتبط خسوف القمر هذا بخسوفين حلقيين للشمس من ساروس الشمسية 128.

## روابط خارجية
- دورة ساروس 121
- سلسلة ناسا ساروس 121
- معرض خسوف القمر
- صور خسوف القمر 15-16 مايو
- أ. موقع تصوير الكسوف في Druckmüller. الجمهورية التشيكية